# Posament

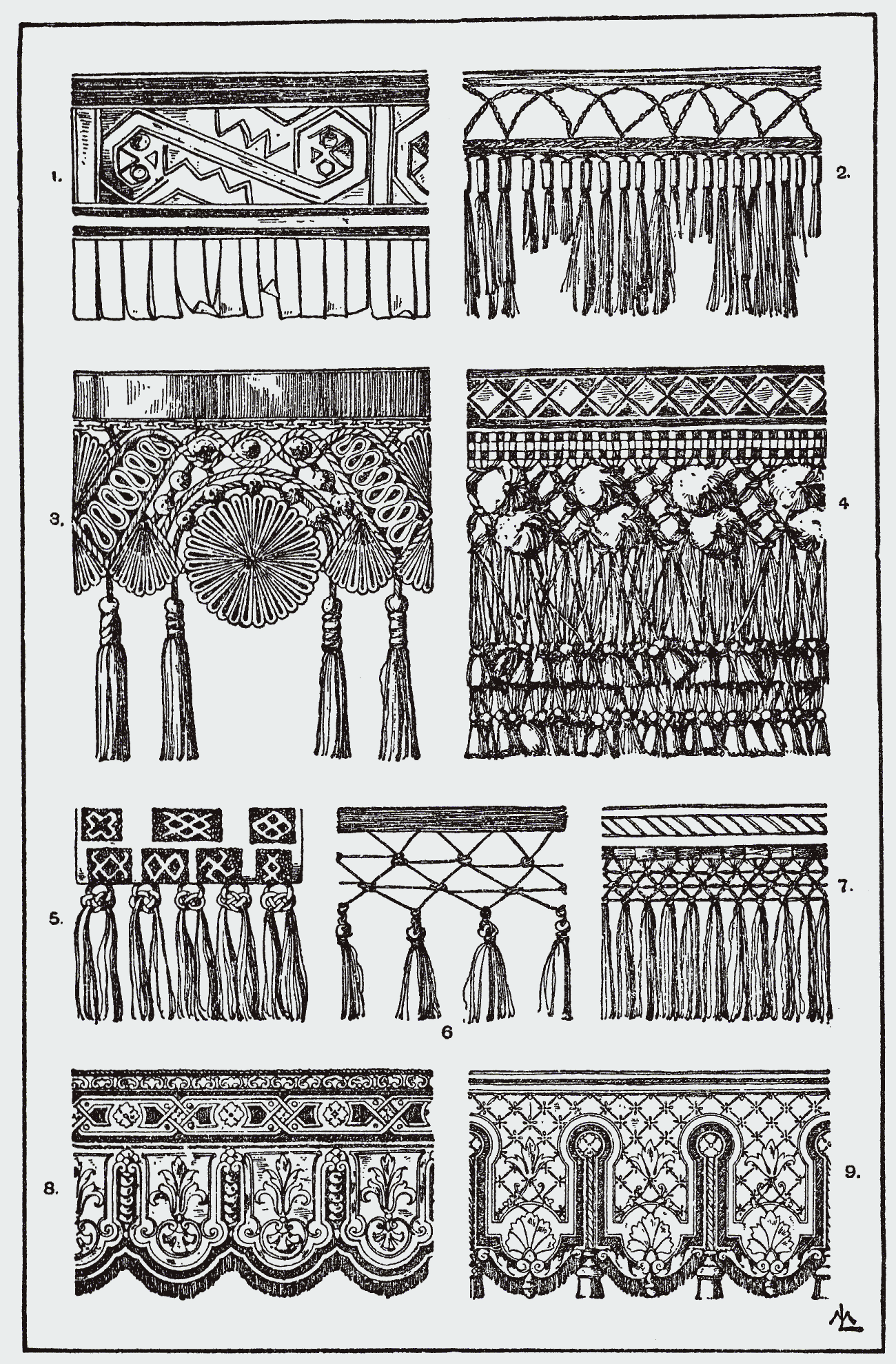
Fransen und Lambrequins

Posamente (aus dem französischen passement, Borte, Besatz, Posamenten; ein Hauptwort zu passer, passieren, was im Sinne dieses Artikels so viel wie „sich entlangziehen“ bedeutet) ist eine Sammelbezeichnung für schmückende Geflechte, wie Zierbänder, gewebte Borten, Fransenborten, Kordeln, Litzen, Quasten, Volants, Spitzen aller Art, überzogene Knöpfe und Ähnliches. Sie können ohne weitere Funktion zum Ausschmücken von Kleidung, Polstermöbeln, Lampenschirmen, Vorhängen und anderen Heimtextilien appliziert werden.

## Charakteristik
Ursprünglich waren passements nur aus (Edel-)Metalldrähten gewirkte Textilien, also Borten und Tressen. Die Herstellungsweise dieser ursprünglichen Metallgewirke hat die Spitzenherstellung wesentlich beeinflusst, denn mit der Posamentrie war es möglich, ein figurales Textil herzustellen, ohne dabei auf einen Trägergrund angewiesen zu sein. Das Gegenstück stellt die Stickerei dar, hier ist der Trägergrund notwendig. Dasselbe Prinzip beherrscht die Spitzenherstellung.
Kordeln, Quasten und dergleichen kamen über den Metalldraht ins Posamentiererhandwerk, denn sie waren früher zum Großteil aus Metalldrähten gefertigt. Insbesondere bei Uniformen oder Dienstbotenlivrees waren die Posamente noch lange in Metall ausgeführt.
Die zum Teil ausschließliche Verwendung von Fasern, wie sie heute gelegentlich geschieht, ist erst eine nachfolgende Entwicklung und trennt das Posament eigentlich von seinem ursprünglichen Werkstoff. Heute umfasst der Begriff fast alles, was zur Dekorierung von Kleidern benutzt wurde.

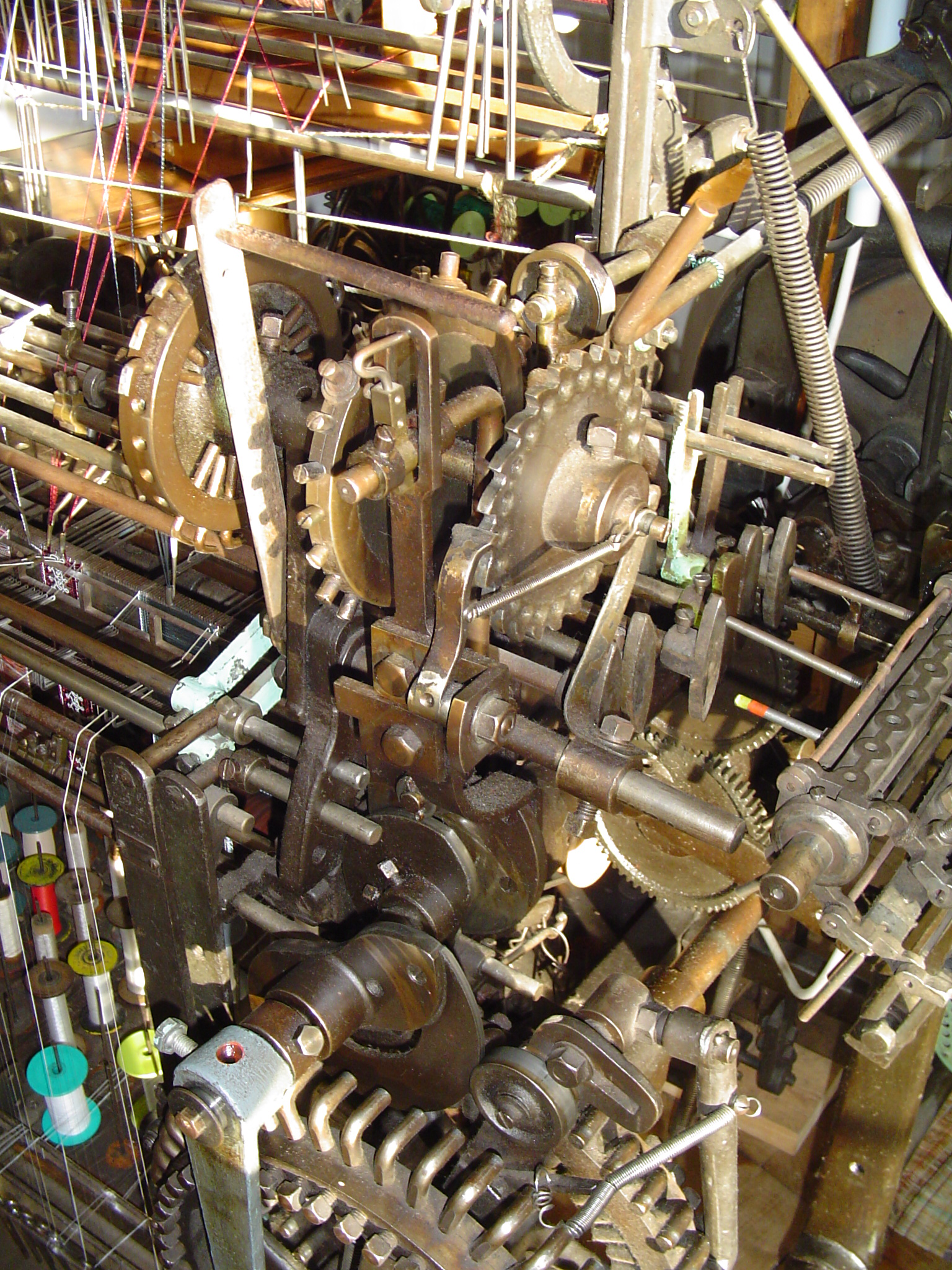
Werk einer Posamenten-Fertigungsmaschine (Ausschnitt)

## Zivile und militärische Verwendung
Ab dem späten 17. Jahrhundert verbreitete sich in Militär, Beamtenschaft und diplomatischem Corps die Tragung einer einheitlichen Bekleidung (Uniform). Gleiches galt für die Dienstbotenschaften reicher Haushalte, die mit aufwändigen Livrees bekleidet waren. Immer noch zeigen Art und Aufwand des Posamentenbesatzes häufig die Funktion, beispielsweise Militärmusiker, oder den Rang des Trägers an (vergleiche die Ärmelstreifen der Marineoffiziere und nautischen Offiziere). Die Verwendung von Posamenten wirkte dem kostspieligen Brauch entgegen, Uniformen und Dienstbekleidung mit aufwändigen Silber- oder Goldstickereien auszuschmücken. Diese waren, je nach Rang des Uniformträgers, in die Ärmelaufschläge, die Rocktaschen und/oder entlang der Kopflöcher und Knopfleisten des Uniformrocks und teils auch in die Weste eingearbeitet.
Im Unterschied zu aufgenähten Tressen oder Posamenten, die bei Bedarf problemlos von alten Textilien zu lösen waren, war dies bei Stickereien nicht möglich. Gold- oder silberbestickte Kleidung wurde meist verbrannt, um das verwendete Edelmetall auszuschmelzen. Dessen Materialwert deckte aber bei weitem nicht die Kosten neuer Metallstickereien, sofern diese von der bisherigen Machart und Güte sein sollten. Posamenten (und Epauletten) hingegen konnten umstandsfrei wiederverwendet werden, falls der bisherige Uniformrock verschlissen und ein neuer anzuschaffen war.
Während sich im Diplomatischen Corps bestickte Galaröcke dennoch bis heute gehalten haben, wechselte speziell das Militär, ab Beginn des 18. Jahrhunderts, zu posamentbesetzten Uniformen. Seitdem zeigen dort die wenig später aufgekommenen Epauletten und Schulterstücke den Rang ihres Trägers an.

## Berufsbild: Posamentierer, Posamentrie
Hergestellt werden Posamenten vom Posamentierer (auch Posamentier und Posamenter; früher auch Possementierer, Bortenwirker, Bandbereiter, Bandweber, Besatzmacher, Brämelmacher, Breiser, Breisler, Gorler, Gorlnäher, Gürtelwirker, Knöpfelmacher, Quastenmacher, Schleiermacher, Schnürmacher, Tressenwirker; französisch passementier) in Handarbeit und mit Seilmaschinen, Flechtmaschinen oder Wirkmaschinen. Die Blütezeit des Berufsstandes war im 19. Jahrhundert. Wenige kleine Fabriken und Manufakturen arbeiten heute noch in Handarbeit und mit historischen Maschinen. Der Posamentierstuhl gleicht im Wesentlichen einem Webstuhl, ist aber kleiner, weil er nur für schmale Waren bestimmt ist, und mit besonderen Vorrichtungen zur Herstellung von Mustern, oft auch mit dem Jacquard-Mechanismus versehen.
In Österreich wird die Posamentrie als eigene Branche innerhalb des textilerzeugenden Gewerbes geführt. Das Zentrum der Posamenten- und Effektenherstellung in Europa lag vom 19. bis Ende des 20. Jahrhunderts im Erzgebirge um die Bergwerksstadt Annaberg-Buchholz. Weit verbreitet war diese Heimarbeit auch in der Region Basel (Baselbiet, Fricktal, Hotzenwald); in mehreren Museen, z. B. in den Heimatmuseen von Sissach und Görwihl, wird mit originalen automatischen Webstühlen die Bändel-Herstellung vorgeführt. Hier fand sie auch Eingang in die Literatur, etwa in den Werken von Jonas Breitenstein.

Beispiele
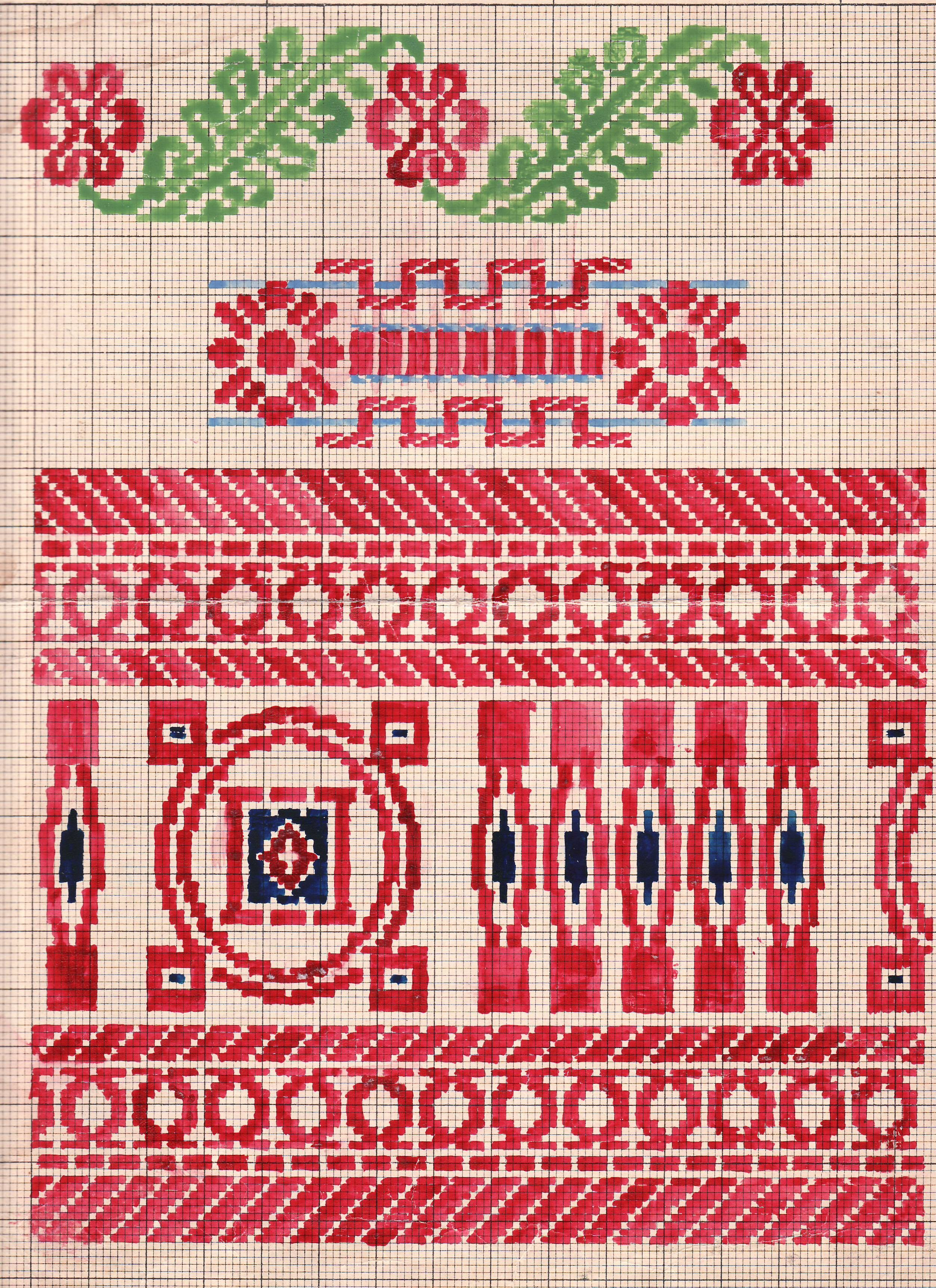
Entwürfe für Webmuster
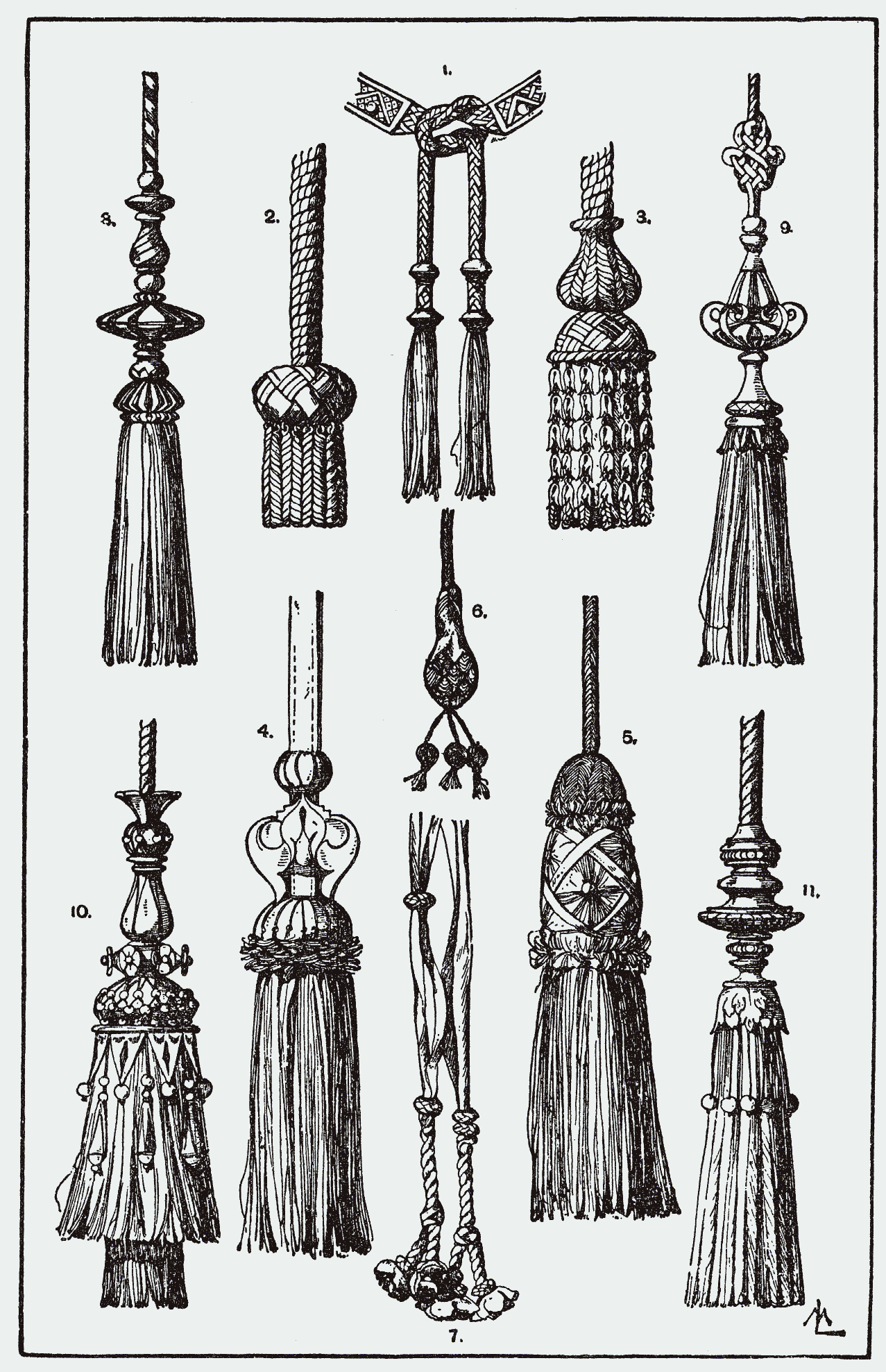
Quasten
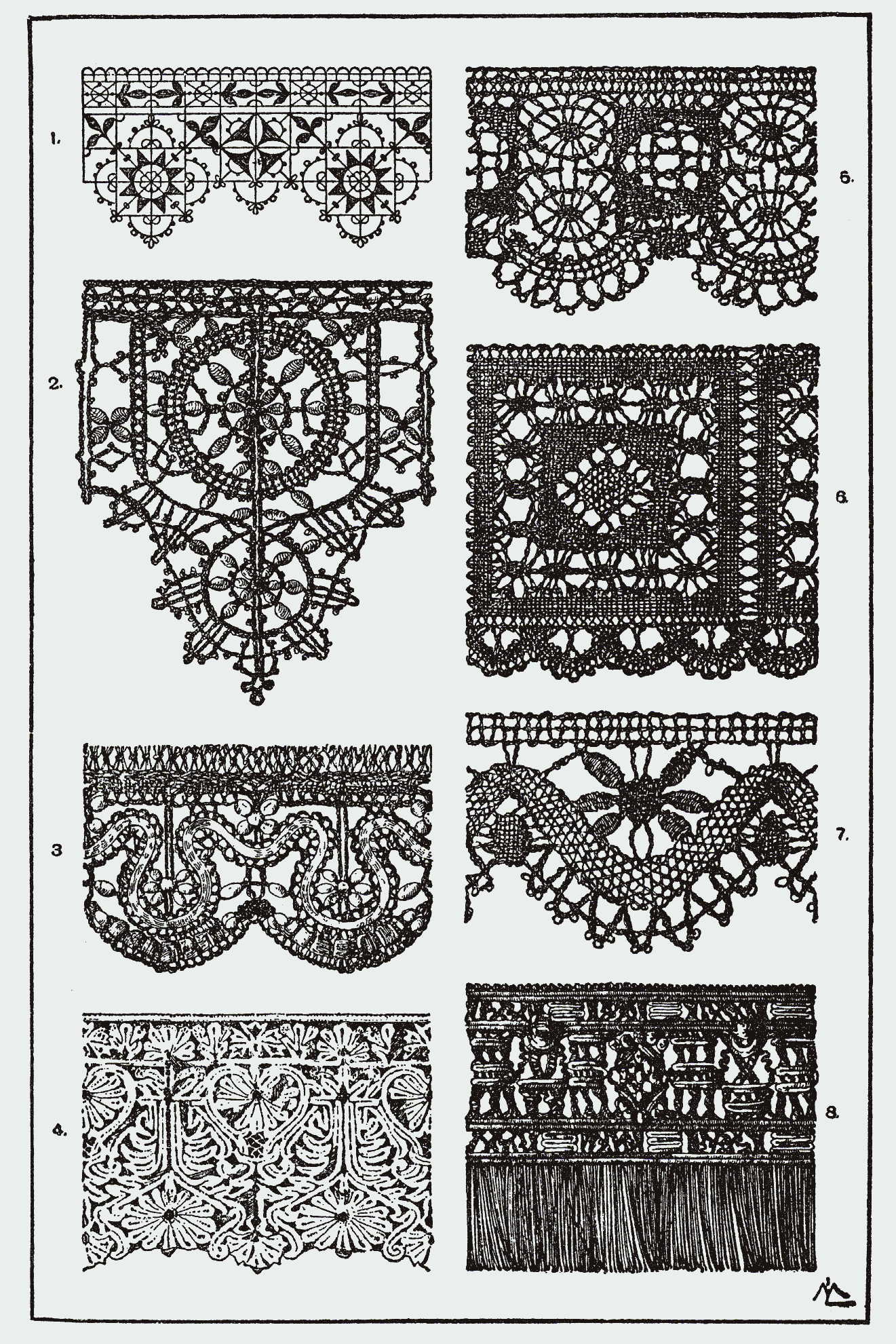
Spitzen
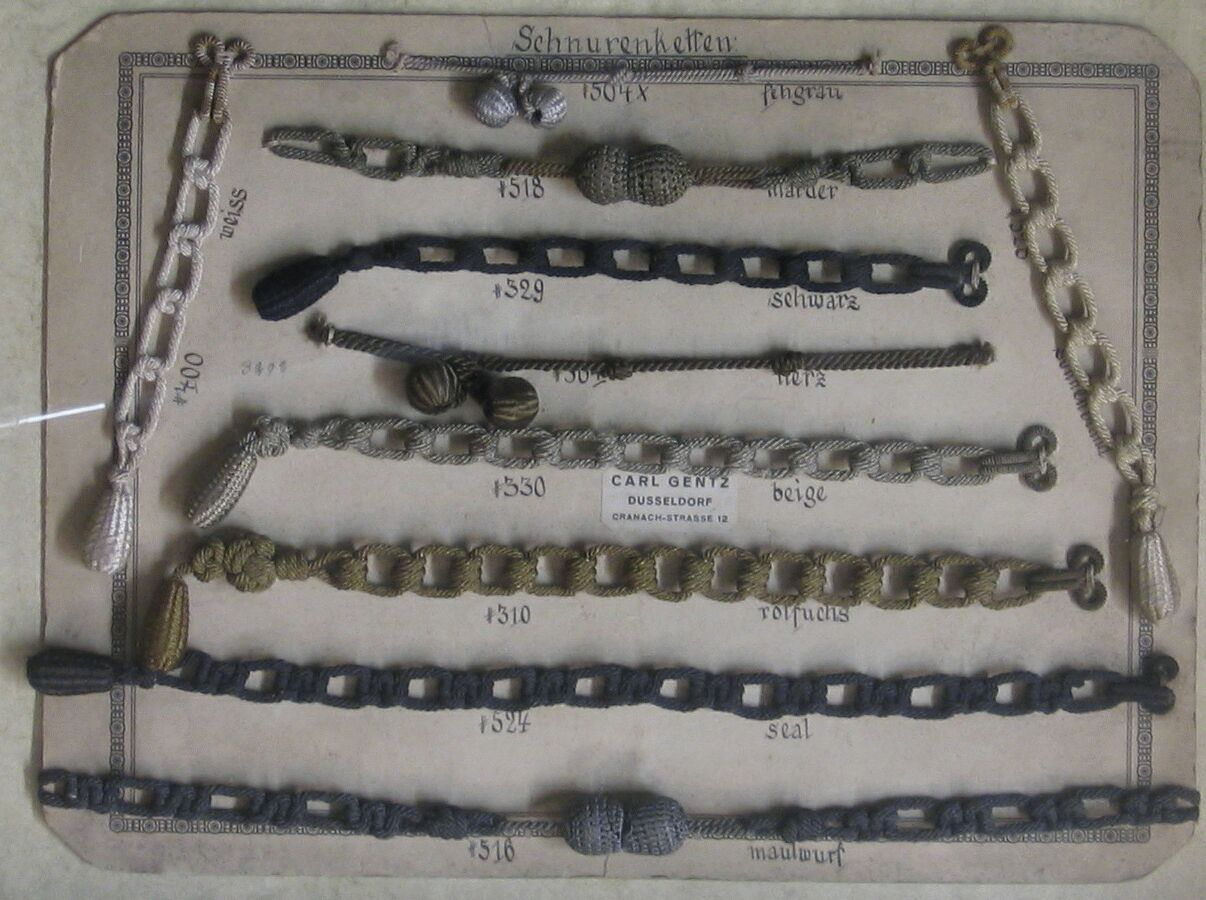
Posament-Verschlussketten